# Euphyia coffeata
Euphyia coffeata là một loài bướm đêm trong họ Geometridae.